# 会津三方道路
会津三方道路（あいづさんぽうどうろ）は、明治時代の福島県令、三島通庸によって主導された土木事業の通称。また、それによって生み出された道路のことを言う。
会津三方道路とは、会津若松から南の栃木県日光市田島・今市方面（会津西街道）と、西の新潟県東蒲原郡阿賀町津川・新潟方面（越後街道）、および北の山形県米沢市方面（米沢街道）への三方へ向かう道路の総称である。

## 歴史
会津三方道路は、1882年に福島県令に就任した三島通庸の指示により1884年に竣工した。強行に進められた土木事業であり、自由民権運動が盛んに盛り上がっていたこともあって福島事件（喜多方事件）（明治15年11月28日～12月1日）を引き起こす一因となった。
この土木事業によって整備された道路は、現在の福島県会津若松市の大町札の辻から西（新潟側）、北（米沢側）、
南（日光側）にそれぞれ整備され、一部は現在の交通路に踏襲され整備されている。また、当事業の完成の翌年、菊池新学による写真と高橋由一による風景画が作られた。さらに次の年には、大町札の辻に会津新道碑が建てられた。銅製のこの碑は第二次世界大戦時に供出されたため、石の台座のみが七日町駅前に残されている。

## 経路

### 新潟方面への道路
街道として越後街道があった。越後街道は束松峠を経由し新発田を終点としていたが、この事業で新潟市まで結ばれた。本事業で整備された道路では藤峠、小出峠、鳥井峠、惣座峠などを経由した。
現在の国道49号（いわき～新潟市）は多くの改良を含みながら、この道路に沿う経路で福島県会津地方と新潟県下越地方を結んでいる。一部、小出峠を経由せずに車峠を経由するなど、経路の変更がある。工事の際に本尊岩隧道（現在は、高度経済成長期の改良後に改築された）の整備も行われた。

### 米沢方面への道路
街道として米沢街道があった。米沢街道は桧原峠を経由していたが、本事業で整備された道路は大峠を経由した。
現在の国道121号（米沢～益子）は経路の変更を含む改良が行われているものの、おおむね本道路の経路を踏襲している。また、この工事の際に大峠付近に大峠隧道が作られた。

### 日光方面への道路
街道として日光・宇都宮方面に向かう白河街道、下野街道（会津西街道）があった。本事業では、下野街道から経路の変更が行われている。本道路は山王峠などを経由していた。
現在の国道121号は本道路の経路を踏襲しており、一部では経路の変更などの変更が行われ、福島県会津地方と栃木県を結んでいる。